# Europa Nostra
 (juillet 2014).
Europa Nostra (Notre Europe en latin), la fédération européenne du patrimoine culturel, est un mouvement citoyen pour la sauvegarde du patrimoine culturel et naturel européen qui connait une croissance rapide. La voix de ce mouvement est dirigée vers les organisations internationales et en particulier l’Union européenne, le Conseil de l’Europe et l’UNESCO. Europa Nostra est reconnue comme une ONG partenaire de l’UNESCO, avec rôle consultatif. 
Le réseau européen d’Europa Nostra couvre plus de 50 pays et est composé de 250 organisations membre (associations du patrimoine et fondations rassemblant un total de plus de 5 millions de membres), 150 organisations associées (corps gouvernementaux, autorités locales et entreprises), et 1500 membres individuels qui soutiennent directement la mission d’Europa Nostra. 
Les objectifs principaux d’Europa Nostra sont de placer le patrimoine - et ses bénéfices - au premier plan de la conscience publique et d’inciter les pouvoirs publics européens et nationaux à donner davantage d’importance au patrimoine. Ses objectifs particuliers sont de promouvoir, au niveau européen, des standards de qualité élevée pour la conservation du patrimoine, l’architecture et l’organisation urbaine et rurale, et de prôner un développement durable et équilibré de l’environnement rural et urbain, construit et naturel. Europa Nostra veut également souligner l’importance du patrimoine culturel comme fondement de l’identité européenne et comme contribution au renforcement du sentiment de citoyenneté européenne.
Europa Nostra a été fondée en 1963 sur l’initiative d’Italia Nostra en réponse à la menace de survie de Venise à cause des inondations régulières. En 1991, elle a fusionné avec le Internationales Burgen Institut (l’Institut International des Châteaux), lui-même créé en 1949.
Aujourd’hui, Europa Nostra est présidée par le ténor Plácido Domingo (Espagne) et son président exécutif est Denis de Kergorlay (France). Les précédents présidents furent S. A. R. l’infante Doña Pilar de Borbón d’Espagne (2007-2009), S. A. R. le prince consort de Danemark (1990-2007) et Hans de Koster des Pays-Bas (1984-1990). Ses activités sont coordonnées par le secrétariat international basé à La Haye (Pays-Bas) et dirigé par la secrétaire générale Sneška Quaedvlieg-Mihailović (Pays-Bas/Serbie). Dans plusieurs pays, le secrétariat international est assisté dans ses tâches par des délégations nationales.
Les activités principales d’Europa Nostra sont :
- Agir comme un groupe de pression représentatif du patrimoine culturel en Europe ;
- Célébrer et promouvoir l’excellence à travers les Prix du patrimoine culturel de l’Union européenne / Concours Europa Nostra ;
- Sauver les monuments historiques, sites et paysages culturels de l’Europe en danger, et
- Animer un réseau d’acteurs du patrimoine culturel en Europe.

## Lobby pour le patrimoine culturel
Europa Nostra cherche à assurer le soutien nécessaire pour le patrimoine culturel aux divers niveaux de la politique et du financement européen. Elle prône donc de tenir compte des préoccupations du patrimoine culturel lors de la rédaction et de la mise en place de politiques européennes et nationales ayant un impact – direct ou indirect – sur le patrimoine. Europa Nostra cherche également à souligner l’importance et le caractère spécifique du patrimoine culturel dans le très large programme politique et culturel des importants partenaires internationaux : nommément l’Union européenne, le Conseil de l’Europe et l’UNESCO.
Pendant le Congrès du patrimoine européen qui s’est tenu à Amsterdam en juin 2011, Europa Nostra et 27 autres réseaux et organisations européens et internationaux actifs dans le domaine élargi du patrimoine culturel ont décidé de créer l’Alliance du patrimoine européen 3.3.
En mars 2010, Europa Nostra a ouvert un bureau de liaison à Bruxelles dont la tâche est de coordonner les activités de lobbying envers les institutions de l’UE et les autres organismes européens et internationaux basés à Bruxelles, Strasbourg et Paris.

## Prix du patrimoine culturel de l’Union européenne / Concours Europa Nostra
Les prix du patrimoine culturel de l'UE/concours Europa Nostra récompensent l’excellence dans la conservation du patrimoine culturel, de la restauration de bâtiments et leur transformation pour de nouveaux usages à la réhabilitation du paysage rural, les interprétations de sites archéologiques, et l’attention pour les collections d’art. De plus, ils mettent en avant la recherche scientifique, les contributions exemplaires individuelles ou d’organisations à la conservation du patrimoine et les projets éducatifs et de sensibilisation liés au patrimoine culturel. 
Les Prix sont soutenus par la Commission européenne dans le cadre du Programme Culture de l’UE. Ils sont organisés par Europa Nostra depuis 2002.
Ces Prix visent à promouvoir des hauts standards et des compétences de grande qualité dans la pratique de la conservation, et à stimuler les échanges transfrontaliers dans le domaine du patrimoine. Par le « Pouvoir de l’Exemple », les lauréats encouragent également à davantage d’efforts et de projets liés au patrimoine à travers l’Europe,.
Europa Nostra est le principal partenaire de « The Best in Heritage » (Le Meilleur du Patrimoine), une présentation annuelle de musées, patrimoine et projets de conservation récompensés, qui a lieu lors de la deuxième quinzaine du mois de septembre dans la ville de Dubrovnik en Croatie (classée patrimoine mondial)

## Patrimoine en danger
Europa Nostra soutient les campagnes nationales et internationales pour la préservation et la sauvegarde du patrimoine européen en danger. En janvier 2013, l’organisation a lancé avec legroupe de la Banque européenne d'investissement, représenté par l'Institut BEI, le Programme « Les 7 Sites les plus menacés ». Ce programme catalyseur pour l’action a pour but d'identifier les monuments et sites en voie de disparition en Europe et de leur assurer un avenir en mobilisant les partenaires publics et privés au niveau local, national et européen. Parmi une liste de 14 sites etmonuments établie par un jury international ayant préalablement examiné 40 candidatures provenant d'organisations membres de 21 pays, 7 ont été nommés Sites les plus menacés en Europe pour l’année 2013. 
Ces dernières années, Europa Nostra a notamment élevé la voix pour sauver les monuments historiques, sites ou paysages en danger en Europe suivants : 
- La région de Rosia Montana (Transylvanie, Roumanie) dont le patrimoine et l’environnement sont menacés par un projet de mine d’or à ciel ouvert [8];
- Le site archéologique romain d’Allianoi (Turquie), menacé par la construction d’un barrage d’irrigation (le site a aujourd’hui disparu sous les eaux) ;
- Le Mont Saint-Michel (Normandie, France), menacé par un projet de construction d’éoliennes ayant un impact visuel négatif sur le paysage culturel entourant le Mont [9];
- Des villes historiques italiennes, notamment dans la région d’Emilia Romagna, touchées par les tremblements de terre en mai 2010 [10];
- La Vieille Ville de l’Aquila et les villages aux alentours (région des Abruzzes, Italie), menacés par divers degrés de destruction ou de dégâts à la suite du tremblement de terre d’avril 2008 ;
- La Vieille Ville de Famagouste (Chypre), menacée par la négligence due au conflit politique ;
- Les ruines de l’Hôtel de Ville médiéval de Berlin (Allemagne), ainsi que les lampes à gaz de la ville, menacées par des travaux d’infrastructure ;
- La Piazza Sant’Ambrogio à Milan (Lombardie, Italie), menacée par le projet de construction d’un parking souterrain[11].

## Réseau européen
Europa Nostra sert de plateforme entre les différents acteurs travaillant pour la conservation, l’éducation, la recherche, la communication et l’interprétation du patrimoine. Elle permet aux professionnels, volontaires et amis du patrimoine de toute l’Europe et au-delà de se rencontrer, de débattre et de s’inspirer les uns les autres. Elle engage également les décideurs politiques, les autres réseaux européens ou internationaux liés au patrimoine, les étudiants et jeunes professionnels du patrimoine et le public au sens large. Europa Nostra est partenaire de Wiki Loves Monuments, le concours photographique de Wikipédia autour du patrimoine culturel. 
Europa Nostra organise un Congrès annuel du patrimoine européen, incluant un forum public sur divers sujets du patrimoine intéressant l’Europe entière. Elle organise aussi des réunions nationales, régionales ou locales à plus petite échelle et des débats avec des ONG du patrimoine dans différentes parties de l’Europe. En outre, le Conseil scientifique d’Europa Nostra organise chaque année un colloque pour promouvoir et coordonner les études scientifiques sur les anciennes structures et bâtiments fortifiés en Europe.

### Congrès récents et forums
- Athènes, juin 2013 : « 50 ans d'Europa Nostra »
- Lisbonne, juin 2012 : « Sauvons le patrimoine de l’Europe en danger »
- Amsterdam, juin 2011 : « Les bénévoles : une valeur ajoutée pour le patrimoine européen »
- Istanbul, juin 2010 : « De multiples identités, un patrimoine commun »
- Taormine, juin 2009 : « Sauvons les petites villes historiques, villages et paysages environnants de l’Europe »
- Newcastle, juin 2008 : « Sécurisons le futur du patrimoine de l’ingénierie européenne »
- Stockholm, juin 2007 : « Plus de modernisme ! L’architecture et les sites modernistes  comme patrimoine culturel de l’Europe »
- La Valette, mai 2006 : « Tourisme culturel : l’encourager et le contrôler »
- Bruxelles, décembre 2006 : « Le patrimoine culturel compte pour l’Europe »
- Bergen, juin 2005 : « Sauvegardons le patrimoine côtier »
- La Haye, octobre 2004 : «Patrimoine et éducation – Une perspective européenne »

### Récents colloques du Conseil scientifique
- Nicosie (Chypre), 2011 : « Conservation et valorisation du patrimoine dans les anciennes zones de conflit »
- Istanbul (Turquie), 2010 : « La réutilisation à l’époque moderne d’anciens villages fortifiés du Moyen Âge »
- Rhodes (Grèce), 2009 « Gestion de l’environnement monumental et de ses repères, la ville médiévale fortifiée de Rhodes »
- Kilkenny (Irlande), 2008 : « Tours et petits châteaux »
- Belgrade et Petrovaradin (Serbie) : « Les forteresses bastionnées à l’époque de Vauban »
- Marksburg/Braubach am Rhein (Allemagne), 2006 : « Reconstruction ou nouvelle construction de châteaux médiévaux au 19e siècle »
- Sibiu (Roumanie), 2005 : « Les églises et monastères fortifiés »
- Figueres et Roses (Espagne), 2004 : « La réutilisation des nombreux et redondants complexes militaires européens »

## Publications
Europa Nostra publie un magazine annuel, redessiné en 2010 sous le nom de « Heritage in Motion »  (ISSN 1871-417X). Ce magazine contient des articles sur les acteurs du patrimoine culturel et les initiatives du pays ou de la ville qui accueille le Congrès annuel d’Europa Nostra. Son nom précédent était « European Cultural Heritage Review » (ISSN 1871-417X).
Le Conseil scientifique d’Europa Nostra a déjà publié 64 volumes de son « Bulletin scientifique».

## Membres
Europa Nostra est une organisation à but non lucratif financée par les cotisations et les donations des membres, la Commission Européenne, d’autres organismes publics, des soutiens privés et des sponsors.
Les membres d’Europa Nostra sont répartis dans différentes catégories :
- Toute organisation non-gouvernementale  et à but non lucratif (par exemple association, fondation ou musée) travaillant activement en faveur de la sauvegarde du patrimoine culturel et naturel, à un niveau européen, national, régional et/ou local peut soumettre sa candidature pour devenir organisation membre.
- Tout organisme public ou privé qui ne peut devenir organisation membre (par exemple régions, villes, agences gouvernementales du patrimoine, institutions éducatives, organisations touristiques et organisation du patrimoine mondial) peut soumettre sa candidature pour devenir organisation associée.
- Les particuliers qui souhaitent soutenir directement l’action d’Europa Nostra peuvent devenir membres individuels.

## Gouvernance
- Président :  Plácido Domingo (ES)
- Président exécutif : Denis de Kergorlay (FR)
- Vice-président exécutif : John Sell (UK)
- Trésorier : Roelf Rogaar (NL)
- Vice-présidents   
  - Costa Carras (GR)
  - Federico Guasti (IT)
  - Duc de San Carlos (ES)
  - Irina Subotić (SRB)
  - Alexander, Prince zu Sayn-Wittgenstein-Sayn (DE)
- Secrétaire générale : Sneška Quaedvlieg-Mihailovic (NL/SRB)

Principaux organes de direction :
- Assemblée générale
- Conseil
- Comité exécutif